# Byzantios

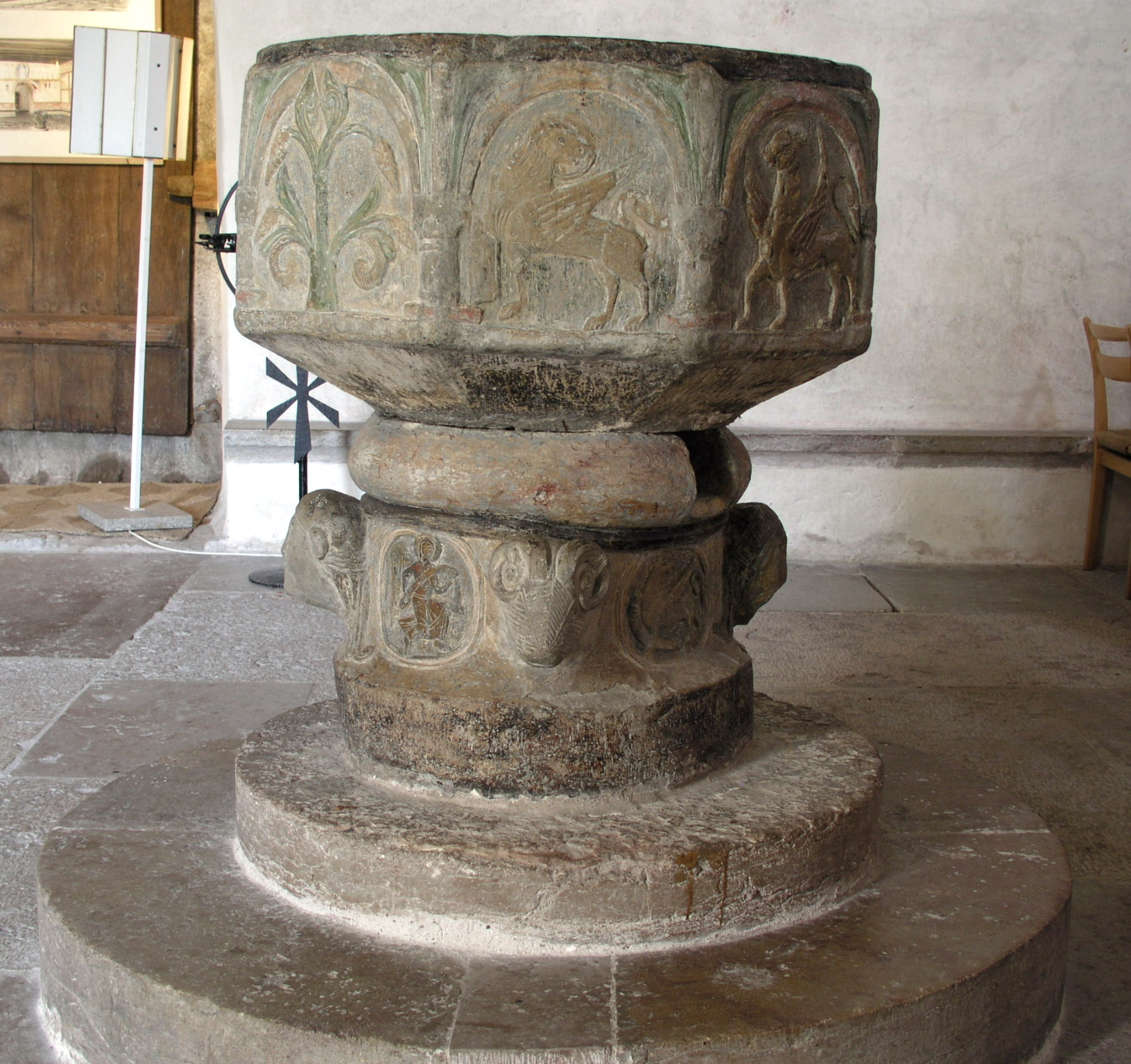
Dopfunt i Garde kyrka, Gotland, av Byzantios

Byzantios var en gotländsk stenhuggare under andra hälften av 1100-talet.
Namnet Byzantios valdes på 1900-talet av historikern Johnny Roosval och namnet var ämnat att belysa skulptörens stilistiska kvalitéer, som uppenbarligen var påverkade av bysantinsk konst (om än förmodligen endast i andra hand).

## Verk
Elva dopfuntar har tillskrivits Byzantios eller hans verkstad, liksom fyra dopfuntar, vilkas övre delar har försvunnit. Bland dopfuntarna på Gotland märks de som finns i Atlingbo kyrka, Garde kyrka, Baggen i Eskelhems kyrka, Guldrupe kyrka, Hejde kyrka, Den gulbleka hästen i Hogräns kyrka, Sanda kyrka, Träkumla kyrka, Tranan i Vamlingbo kyrka, i Väte kyrka och i Mästerby kyrka. De fasaddekorationer som finns på Vänge kyrka tillskrivs också Byzantios.

### Fotnoter
1. 1 2  Roosval, Johnny (1916). ”Byzantios eller en gotländsk stenmästare på 1100-talet”. Swedish National Heritage Board. Journal of Swedish Antiquarian Research). http://kulturarvsdata.se/raa/dokumentation/4e6abf70-14c4-415e-979a-b7d5f2634ca1. Läst 23 juni 2025.
2. 1 2  ”Gotländska stenmästare, skulptur, Gotland”. guteinfo.com. http://www.guteinfo.com/?id=2222. Läst 23 juni 2025.
3. ↑  ”Mästerby”. Svensk uppslagsbok (1955). Arkiverad från originalet den april 13, 2014. https://web.archive.org/web/20140413123506/http://svenskuppslagsbok.se/tag/byzantios/. Läst 23 juni 2025.